# Maszalski
Maszalski (Jelita odmienne II, Masalski) – polski herb szlachecki, odmiana herbu Jelita, z nobilitacji.

## Opis herbu
Opis zgodnie z klasycznymi regułami blazonowania:
W polu błękitnym trzy kopie w gwiazdę złote - dwie w krzyż skośny i trzecia na opak, na nich.
Klejnot - ramię zbrojne, trzmające płonącą pochodnię.
Labry błękitne, podbite złotem.

## Najwcześniejsze wzmianki
Nadany 1 marca 1581 Stefanowi Maszalskiemu. Herb powstał z adopcji do herbu Jelita, dokonanej za odwagę przy zdobywaniu Wielkich Łuków i Newla.

## Herbowni
Masalski - Maszalski.